# Alex Pedersen
Pour les articles homonymes, voir Pedersen.
Alex Kjeld Pedersen, né le 15 novembre 1966 à Ikast, est un coureur cycliste danois. Professionnel de 1988 à 1991, il a été champion du monde sur route amateurs en 1994. De 1998 à 2003, il a été directeur sportif de l'équipe Home-Jack&Jones, devenue ensuite CSC.

## Palmarès
- 1983
  -  Champion du monde du contre-la-montre par équipes juniors (avec Rolf Sørensen, Søren Lilholt et Kim Olsen)
  - Champion des Pays nordiques du contre-la-montre par équipes juniors (avec Søren Lilholt, Anders Boel et Kim Olsen)
  - Giro della Lunigiana
  - 3e du championnat du Danemark du contre-la-montre juniors
- 1984
  - Champion des Pays nordiques sur route juniors
  -  Champion du Danemark du contre-la-montre juniors
  -  Médaillé de bronze du championnat du monde sur route juniors
- 1985
  -  Champion du Danemark du contre-la-montre par équipes (avec Bjarne Riis, Per Pedersen et Björn Sørensen)
  - 3e du championnat des Pays nordiques sur route
  - 3e du Tour du Texas
  - 3e du championnat du Danemark sur route amateurs
- 1986
  -  Champion du Danemark sur route amateurs
  - 3e du championnat du Danemark du contre-la-montre par équipes
  - 3e du championnat des Pays nordiques du contre-la-montre par équipes
- 1987
  - 8e étape du Grand Prix Guillaume Tell
  - 1re étape de Paris-Vierzon
  - 3e du championnat des Pays nordiques sur route
  -  Médaillé de bronze du championnat du monde sur route amateurs
  - 3e de Paris-Vierzon
- 1990
  - 5e étape du Ringerike Grand Prix
  - 3e du championnat du Danemark du contre-la-montre
  - 10e de Paris-Nice
- 1992
  -  Champion du Danemark sur route amateurs
- 1993
  - Grand Prix François-Faber
  - 2e du championnat du Danemark sur route amateurs
  - 2e du Circuit des Deux Ponts
  - 3e du championnat du Danemark du contre-la-montre amateurs
- 1994
  -  Champion du monde sur route amateurs
  - Champion des Pays nordiques sur route
  - Gran Premio della Liberazione
  - 7e étape du Rapport Toer
  - 2e du Circuit de l'Aisne
  - 3e du Rapport Toer
  - 3e de Paris-Dreux

## Résultats sur les grands tours

### Tour d'Italie
1 participation
- 1990 : 52e

### Tour d'Espagne
1 participation
- 1989 : 133e

## Récompenses
- Cycliste danois de l'année en 1984, 1987 et 1994